# Kisvejke
Kisvejke (németül: Kleinwecken) község a Dél-Dunántúli régióban, Tolna vármegyében, a Bonyhádi járásban. Jellegzetes halmazfalu.

## Fekvése
A Dunántúli-dombságban, a Völgységben fekszik, a vármegye délnyugati részén, Tolna és Baranya határán. A megyeszékhely, Szekszárd körülbelül 35 kilométerre, Bonyhád mintegy 20 kilométerre található. A szomszédos települések: Závod, Lengyel és Mucsfa.

### Megközelítése
Közúton a 6-os főút bonyhádi és a 65-ös főút murgai szakasza felől közelíthető meg a legegyszerűbben, de mindkét irányból csak mellékutak vezetnek a községbe. Bonyhád felől a majosi városrészt Kurddal összekötő 6538-as úton érhető el a település, Murga felől pedig Tevelig a 6535-ös, onnan a 6537-es úton, Závodon keresztül.
A közúti tömegközlekedést a Volánbusz autóbuszai biztosítják.
Vasútvonal nem vezet át a településen. A legközelebbi vasútállomás a körülbelül 15 kilométerre lévő Kurd vasútállomás, a MÁV 40-es számú (Budapest–)Pusztaszabolcs–Pécs-vasútvonalán.

## Közélete

### Polgármesterei
- 1990–1994: Höfler József (független)[4]
- 1994–1998: Höfler József (független)[5]
- 1998–2002: Höfler József (független)[6]
- 2002–2006: Höfler József (független)[7]
- 2006–2010: Höfler József (független)[8]
- 2010–2014: Höfler József (független)[9]
- 2014–2019: Höfler József (független)[10]
- 2019–2024: Farkas-Jókai Noémi (független)[11]
- 2024– : Lakatos Andrea (független)[1]

Az önkormányzat képviselő-testülete 2010-ig 5 főből és a polgármesterből állt, 2010-ben a vonatkozó jogszabály értelmében lecsökkent a megválasztható képviselők száma. A településen cigány és német nemzetiségi önkormányzat is működik.

## Története
A hagyomány szerint Fülep, Vercs és Hosszú nevű kanászok alapították, akik egy-egy forrásnál telepedtek le.
A régészeti leletek tanúsága alapján a település környéke már a bronzkor óta lakott. A 14. században királyi birtok volt. A középkori falu a közeli Csókafői-völgyben állt. Valószínűleg a török hódoltság idején elpusztult, mert 1696-ban néptelen pusztaként írták le. A 18. század elején magyar telepesek érkeztek ide, és újraéledt a falu.
A faluhoz kapcsolódó érdekesség, hogy 1938-ban a templomát be kellett zárni, mert a magyarok és a svábok között verekedés tört ki az épület miatt.

## Népesség
A település népességének változása:
- 1930: 736 fő
- 1990: 420 fő
- 2001: 453 fő
- 2009: 423 fő

| Lakosok száma | 393  | 402  | 412  | 340  | 354  | 359  | 355  |
|               | 2013 | 2014 | 2015 | 2021 | 2022 | 2023 | 2024 |

2001-ben a lakosok kb. 93%-a magyarnak (ezen belül kb. 15,5% cigány, kb. 2,5% német nemzetiségűnek) vallotta magát, míg kb. 7% nem válaszolt.
A 2011-es népszámlálás során a lakosok 68,9%-a magyarnak, 14,8% cigánynak, 30,9% németnek mondta magát (29,1% nem nyilatkozott; a kettős identitások miatt a végösszeg nagyobb lehet 100%-nál).
2022-ben a lakosság 90,4%-a vallotta magát magyarnak, 29,4% cigánynak, 12,4% németnek, 0,6% románnak, 1,4% egyéb, nem hazai nemzetiségűnek (8,2% nem nyilatkozott; a kettős identitások miatt a végösszeg nagyobb lehet 100%-nál).

## Vallás
A 2001-es népszámlálás adatai alapján a lakosság kb. 71%-a római katolikus, kb. 3,5%-a evangélikus és kb. 2,5%-a református vallású. Nem tartozik egyetlen egyházhoz vagy felekezethez sem, illetve nem válaszolt kb. 23%.
2011-ben a vallási megoszlás a következő volt: római katolikus 50,5%, református 2,3%, evangélikus 7,7%, görögkatolikus 0,5%, felekezeten kívüli 3,3% (35,7% nem nyilatkozott).
2022-ben vallása szerint 29,1% volt római katolikus, 1,4% evangélikus, 0,3% görög katolikus, 0,3% ortodox, 0,3% református, 1,1% egyéb katolikus, 4,8% felekezeten kívüli (62,7% nem válaszolt).

### Római katolikus egyház
A Pécsi egyházmegye (püspökség) Szekszárdi Esperesi Kerületében lévő Závodi plébániához tartozik, mint fília. Római katolikus templomának titulusa: Szent György vértanú.

### Református egyház
A Dunamelléki Református Egyházkerület Tolna Református Egyházmegyéjébe (esperesség) tartozik. Nem önálló egyházközség, csak szórvány.

### Evangélikus egyház
A Déli Evangélikus Egyházkerület Tolna-Baranyai Egyházmegyéjében lévő Majos-Mucsfai Társult Evangélikus Egyházközséghez tartozik, mint szórvány.

## Nevezetességei
- Római katolikus (Szent György-) templom: Eredetileg 1826-ban épült, de 1902-ben teljesen újjáépítették.